# 馬淵良
馬淵 良（まぶち りょう、1933年3月12日 - 2021年11月22日）は、石川県出身の元飛込競技選手。

## 経歴
石川県出身。金沢市立工業高等学校を経て、日本大学経済学部卒。
1958年のアジア大会飛込競技10m高飛込みで金メダルを獲得。 1956年と1960年の夏季オリンピックでは、妻の馬淵かの子（旧名：津谷鹿乃子）とともに出場し、12〜18位。 娘の馬淵よしのもオリンピック選手。
現役引退後は妻・かの子と共にJSS宝塚スイミングスクールを立ち上げ、同スクールからは数多くの選手を輩出している。
2021年11月22日死去。88歳没。